# For Emma, Forever Ago
For Emma, Forever Ago é o primeiro álbum lançado pela banda estadunidense de indie folk Bon Iver. Ele foi lançado por conta própria em 2007 e recebeu um lançamento mais amplo pelo selo Jagjaguwar em fevereiro de 2008.

## História
Depois do fim de sua banda anterior DeYarmond Edison, Justin Vernon, sofrendo de mononucleose, se trancou em uma cabine em Medford, Wisconsin por três meses, planejando "hibernar". Os três meses de solidão resultaram na criação de For Emma, Forever Ago. O álbum foi em sua totalidade uma criação de Justin Vernon; "embora o álbum seja complexo, ele foi criado com nada mais do que alguns microfones e equipamentos de gravação antigos."
Assim que o álbum foi lançado em julho de 2007, recebeu atenção de publicações musicais como a Pitchfork Media. Em fevereiro do ano seguinte, o trabalho foi relançado através da Jagjaguwar com uma nova capa, e chegou na Europa em maio do mesmo ano pela 4AD.

## Aparições na mídia
A canção "re:Stacks" foi usada no episódio final da quarta temporada de House, M.D., "O Coração de Wilson", e "Blindsided" foi usada no décimo terceiro episódio da quinta temporada de Grey's Anatomy, "Stairway to Heaven".
"Flume" foi gravada por Peter Gabriel em seu álbum Scratch My Back.
Canção Roslyn fez parte da trilha sonora do 2° filme da saga- Twilight " New Moon".

## Recepcão
| Críticas profissionais | Críticas profissionais |
| Pontuações agregadas   | Pontuações agregadas   |
| Fonte                  | Avaliação              |
| ---------------------- | ---------------------- |
| Metacritic             | 88/100                 |
| Avaliações da crítica  |                        |
| Fonte                  | Avaliação              |
| Allmusic               | [ 6 ]                  |
| Mojo                   | [ 7 ]                  |
| Now                    | [ 8 ]                  |
| Pitchfork Media        | (8.1/10)               |
| PopMatters             | (7/10)                 |
| Robert Christgau       | (C+)                   |
| Rolling Stone          | [ 12 ]                 |
| Spin                   | [ 13 ]                 |
| Stylus Magazine        | (B)                    |
| Uncut                  | [ 15 ]                 |

## Faixas
Todas as faixas foram gravadas e executadas por Justin Vernon.
| N.º | Título                      | Duração |  |
| 1.  | "Flume"                     | 3:39    |  |
| 2.  | "Lump Sum"                  | 3:21    |  |
| 3.  | "Skinny Love"               | 3:59    |  |
| 4.  | "The Wolves (Act I and II)" | 5:22    |  |
| 5.  | "Blindsided"                | 5:29    |  |
| 6.  | "Creature Fear"             | 3:06    |  |
| 7.  | "Team"                      | 1:57    |  |
| 8.  | "For Emma"                  | 3:41    |  |
| 9.  | "re:Stacks"                 | 6:41    |  |

| Faixa bônus da iTunes Store |             |         |  |
| N.º                         | Título      | Duração |  |
| 10.                         | "Wisconsin" | 5:24    |  |

## Performance nas paradas
| Parada (2008)               | Melhor posição |
| --------------------------- | -------------- |
| U.S. Billboard 200          | 64             |
| U.S. Top Independent Albums | 4              |
| U.S. Top Heatseekers        | 1              |
| UK Albums Chart             | 42             |
| Ireland Albums Top 75       | 16             |
| Belgium Albums Top 50       | 20             |
| Dutch Albums Top 100        | 95             |

## Pessoal envolvido
Banda
- Justin Vernon: vocais, guitarra, produção

Músicos adicionais
- Christy Smith – bateria, vocais
- John Dehaven – trompete
- Randy Pingrey – trombone

Produção
- Nick Petersen – masterização

Design
- Brian Moen – direção de arte
- Griszka Niewiadomski – fotografia
- Deb Sorge – letra de mão
- Daniel Murphy – layout design
- Gilbert Vernon – fotografia